# ژلزنیک (استان کرجالی)
ژلزنیک (به بلغاری: Zheleznik) یک منطقهٔ مسکونی در بلغارستان است که در شهرستان چرنوچن واقع شده‌است.